# Alfred A. Foucher
Alfred A. Foucher, född 1865, död 1952, var en fransk indolog.
Foucher var från 1907 professor i Sorbonne, och var samtidens främste kännare av buddhistisk konst. Han förvärvade genom upprepade resor i Ostasien en på självsyn grundade allsidig kunskap inom området. Särskilt viktig var hans resa i Afghanistan 1922-1925, genom vilken detta lands arkeologiska utforskande inleddes. 
Bland hans publikationer märks Étude sur l'iconographie bouddhique du Gandhâra (2 band, 1905-1922), vari det grekiska inflytandet på den äldre buddhistiska konsten i bindande form framlades, samt hans undersökning av de buddhistiska freskomålningarna i templen i Ajanta. 